# Combremont-le-Petit
Combremont-le-Petit (toponimo francese) è una frazione di 378 abitanti del comune svizzero di Valbroye, nel Canton Vaud (distretto della Broye-Vully).

## Storia

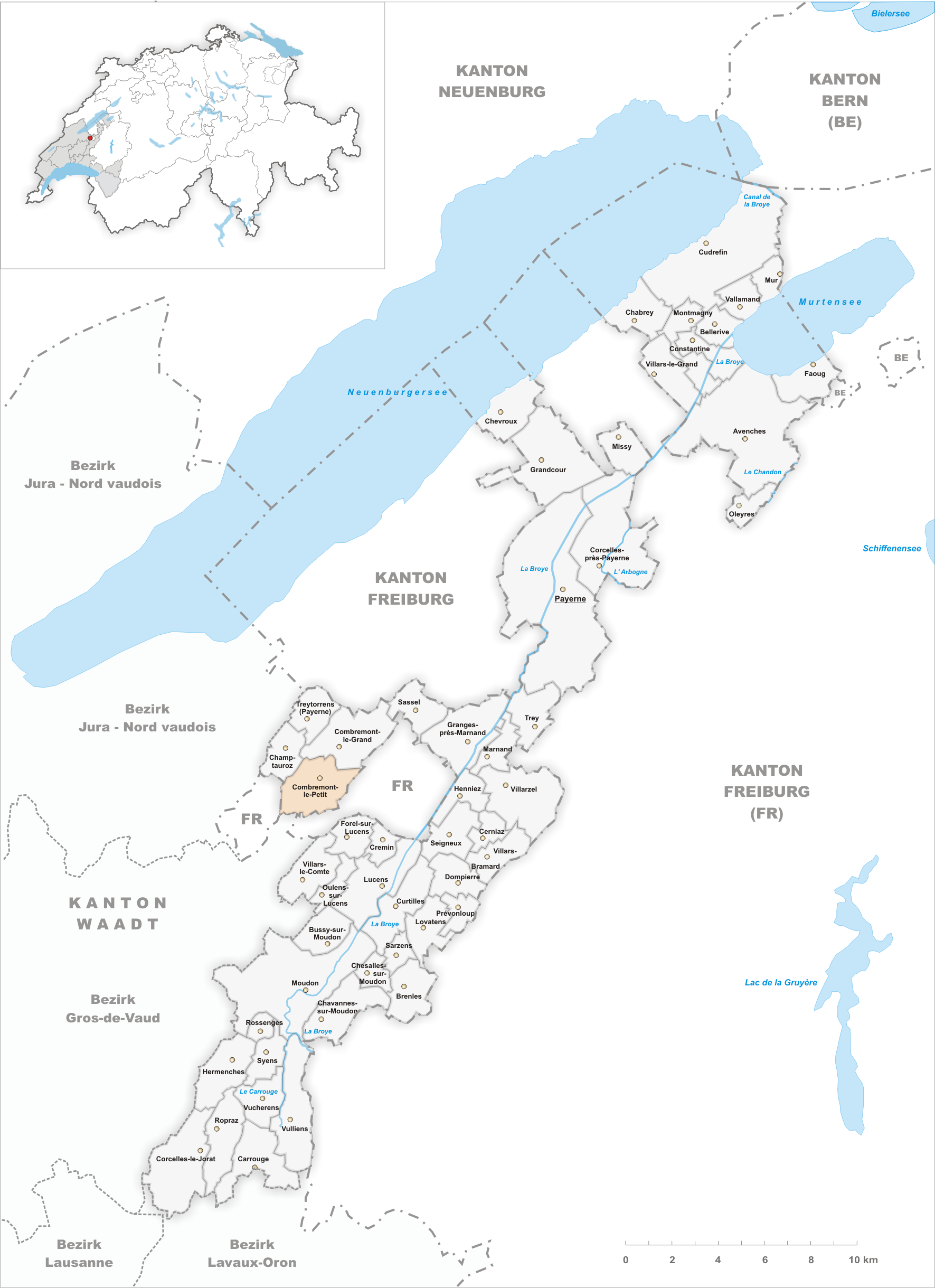
Il territorio del comune di Combremont-le-Petit prima degli accorpamenti comunali del 2011

Già comune autonomo che si estendeva per 5,73 km², nel 2011 è stato accorpato agli altri comuni soppressi di Cerniaz, Combremont-le-Grand, Granges-près-Marnand, Marnand, Sassel, Seigneux e Villars-Bramard per formare il nuovo comune di Valbroye.

### Simboli
Lo stemma è stato adottato nel 1923. La figura del cervo e la stella sono ripresi dall'emblema della famiglia Cerjat (d'azzurro, a un cervo di rosso, accompagnato nel cantone sinestro da una stella di sei raggi d'argento) che furono proprietari del villaggio dal 1449 al 1553.

## Monumenti e luoghi d'interesse
- Chiesa riformata, eretta nel 1870[1].

## Società

### Evoluzione demografica
L'evoluzione demografica è riportata nella seguente tabella:
Abitanti censiti

## Amministrazione
Ogni famiglia originaria del luogo fa parte del cosiddetto comune patriziale e ha la responsabilità della manutenzione di ogni bene ricadente all'interno dei confini della frazione.